# Annada
Annada – wieś w Stanach Zjednoczonych, w stanie Missouri, w hrabstwie Pike.